# 海賊戦隊ゴーカイジャー/スーパー戦隊 ヒーローゲッター
「海賊戦隊ゴーカイジャー/スーパー戦隊 ヒーローゲッター」（かいぞくせんたいゴーカイジャー/スーパーせんたい ヒーローゲッター）は、松原剛志(Project.R)/Project.Rのシングル。2011年3月2日に日本コロムビアから発売された。

## 概要
通常盤と初回限定盤の2種リリースで、後者には「コロムビア特製レンジャーキー ゴーカイレッド」が付属されている。表題曲「海賊戦隊ゴーカイジャー」と「スーパー戦隊 ヒーローゲッター」は、『海賊戦隊ゴーカイジャー』のオープニングテーマとエンディングテーマとして使用された。また、『アニぱら音楽館』2011年3月分から5月分までのエンディングテーマとしても使用された。
「海賊戦隊ゴーカイジャー」は、オープニングナレーション時に流れるイントロ部分が存在しない。
「スーパー戦隊 ヒーローゲッター」は、歌詞にスーパー戦隊の名前と特徴が盛り込まれた覚え歌である。1小節で各戦隊の名前と特徴を歌うパートが、各番に12小節ずつ用意されており、1番は第1作『ゴレンジャー』から第12作『ライブマン』までの昭和の戦隊、2番は第13作『ターボレンジャー』から第24作『タイムレンジャー』までの平成（20世紀中）の戦隊、3番は第25作『ガオレンジャー』から第34作『ゴセイジャー』までの21世紀以降の戦隊となっている。3番で余った2小節は、歴代戦隊をたたえる歌詞で補っている。

## 収録曲
1. 海賊戦隊ゴーカイジャー [3:53]
歌：松原剛志（Project.R） / コーラス：ヤング・フレッシュ、Project.R（高橋秀幸、岩崎貴文、谷本貴義[3]）
作詞：岩里祐穂 / 作曲：持田裕輔 / 編曲：籠島裕昌
第5・18・32話では挿入歌として使用された。
2. スーパー戦隊 ヒーローゲッター [3:38]
歌：Project.R（松原剛志、高橋秀幸、YOFFY、IMAJO、高取ヒデアキ、Sister MAYO、谷本貴義、NoB、岩崎貴文、大石憲一郎、籠島裕昌、五條真由美、押谷沙樹[4]）
作詞：藤林聖子、荒川稔久 / 作曲・編曲：大石憲一郎
3. 海賊戦隊ゴーカイジャー（instrumental）[3:53]
4. スーパー戦隊 ヒーローゲッター（instrumental）[3:36]

## 「スーパー戦隊 ヒーローゲッター」の派生楽曲
「スーパー戦隊 ヒーローゲッター〜199ver.」
歌：Project.R
作詞：藤林聖子、荒川稔久 / 作曲：大石憲一郎 / 編曲：Project.R（大石憲一郎）
東映系映画『ゴーカイジャー ゴセイジャー スーパー戦隊199ヒーロー大決戦』エンディングテーマ
「スーパー戦隊 ヒーローゲッター〜Now & Forever ver.」
歌：Project.R
作詞：藤林聖子、荒川稔久 / 作曲：大石憲一郎 / 編曲：Project.R（大石憲一郎）
収録アルバム：『海賊戦隊ゴーカイジャー 全曲集 KANZEN お宝ソングボックス』
原曲では『ゴレンジャー』から『ゴセイジャー』まで34戦隊の名が登場するが、本曲では『ゴーカイジャー』および『ゴーバスターズ』が追加された。
大石によると『ゴーカイジャー』最終回用にアレンジした曲だったが、番組では実際に使用されることはなかった。
「ザンギャックゲッター」
歌：Project.R with ZANGYACK
作詞：藤林聖子、荒川稔久、八手三郎 / 作曲：大石憲一郎 / 編曲：Project.R（大石憲一郎）
収録アルバム：『海賊戦隊ゴーカイジャー 全曲集 KANZEN お宝ソングボックス』
ワルズ・ギル（野島裕史）、ダマラス（石井康嗣）、インサーン（井上喜久子）、バリゾーグ（進藤学）による替え歌。
「スーパー戦隊ヒーローゲッター2016」
歌：Project.R（NoB、高取ヒデアキ、YOFFY、岩崎貴文、Sister MAYO、谷本貴義、五條真由美、高橋秀幸、松原剛志、鎌田章吾、大西洋平）
作詞：藤林聖子、荒川稔久 / 作曲：大石憲一郎 / 編曲：Project.R（大石憲一郎）
シリーズ第40作『動物戦隊ジュウオウジャー』の第28話・第29話において、スーパー戦隊シリーズ放送通算2000回を記念してゴーカイジャーがゲスト出演した際、特別EDとして使用されたバージョン。『〜Now & Forever ver.』の36戦隊に加え、『キョウリュウジャー』から『ジュウオウジャー』までの4戦隊が追加された。
戦隊数が40に増えたので原曲と比べ、数え歌のパートは1番が『ゴレンジャー』から『カーレンジャー』まで、2番が『メガレンジャー』から『ジュウオウジャー』までと20戦隊ずつに分けられ、歌詞は追加部を除いて原曲と同じ、メロディは一新されている。数え歌以外のパートは、前半では大幅にカットされ、後半では新たな歌詞を原曲と同じメロディで歌う。
「スーパー戦隊ヒーローゲッター〜テン・ゴーカイジャーver.〜」
歌：Project.R（NoB、高取ヒデアキ、Sister MAYO、YOFFY（サイキックラバー）、谷本貴義、高橋秀幸、松原剛志、鎌田章吾、伊勢大貴、大西洋平、幡野智宏、吉田達彦、吉田仁美、出口たかし）
作詞：藤林聖子、荒川稔久 / 作曲：大石憲一郎 / 編曲：Project.R（大石憲一郎）
Vシネクスト『テン・ゴーカイジャー』で使用されたバージョン。『2016』の40戦隊に加え、『キュウレンジャー』から『ゼンカイジャー』までの6戦隊が追加された。数え歌のパートは1番が『ゴレンジャー』から『ジェットマン』まで、2番は『ジュウレンジャー』から『ボウケンジャー』まで、3番は『ゲキレンジャー』から『ゼンカイジャー』までの15作品ずつに分けられている。